# 카자흐스탄 안전 보장 이사회
카자흐스탄 공화국 안전보장이사회(카자흐어: Qazaqstan Respublikasynyñ Qauıpsızdık Keñesı, 러시아어: Совет безопасности Республики Казахстан)는 카자흐스탄 대통령을 지원하고 군사 정책과 법 집행을 지원하는 카자흐스탄 공화국 정부의 헌법 자문 기관이다. 카자흐스탄 공화국 국군 총사령관인 대통령은 국방부 장관과 국군참모본부 참모총장을 포함하는 많은 상임이사 가운데 한 명이다.
현재 카자흐스탄 공화국 안전보장이사회 이사장은 카자흐스탄 공화국 대통령인 카심조마르트 토카예프이며, 전임 안전보장이사회 종신이사장이었던 누르술탄 나자르바예프는 2022년 카자흐스탄 시위의 여파로 2022년 1월 5일, 해당 직위에서 해임되었다. 현재 카자흐스탄 공화국 안전보장이사회 사무총장 아세트 이세케셰프는 카자흐스탄 공화국 안전보장이사회에서 두 번째로 높은 직위를 차지하고 있다.

## 역사
안전보장이사회는 1991년 8월 21일, 당시 대통령이었던 나자르바예프의 법령으로 창설된 카자흐 소비에트 사회주의 공화국 안전보장이사회로 설립되었다. 이후 1993년 6월, 카자흐스탄 공화국 안전보장이사회로 이름을 바꾸었다. 안전보장이사회의 현행 권한과 규정은 1999년 3월 20일, 카자흐스탄 공화국 정부가 승인하였다. 안전보장이사회 사무총장은 이사장에게 보고하는 역할을 맡고 있다. 이 직위는 1994년 6월에 도입되었으며, 카자흐스탄 공화국 안전보장이사회의 중요한 구성 요소로 남아 있다. 2018년 5월, 카자흐스탄 공화국 의회에서 통과된 수정안은 안전보장이사회가 내린 결정이 "의무적이며, 카자흐스탄 공화국의 국가 기관, 조직, 관리들의 엄격한 집행 대상"이라고 정의하고 있다.

## 구성원
안전보장이사회의 상임이사는 다음을 포함한다.
- 대통령
- 총리
- 대통령행정실 실장
- 안전보장이사회 사무총장
- 국정고문
- 국가보안위원회 위원장
- 외교부 장관
- 국방부 장관

다른 구성원은 다음과 같다.
- 의회 의장
- 원로원 의장
- 해외정보원 원장
- 내정부 장관
- 국군참모본부 참모총장
- 대검찰청 검찰총장
- 국가경호실 실장

## 같이 보기
- 카자흐스탄 정부
- 벨라루스 안전 보장 이사회
- 우크라이나 국가 안전보장 국방이사회
- 러시아 안전 보장 이사회
- 아제르바이잔 대통령 안전 보장 이사회
- 우즈베키스탄 국가 안전 보장 이사회
- 키르기스스탄 안전 보장 이사회
- 타지키스탄 안전 보장 이사회
- 투르크메니스탄 국가 안전 보장 이사회
- 아르메니아 안전 보장 이사회
- 조지아 국가 안전 보장 이사회
- 리투아니아 국가 방위 이사회
- 에스토니아 국가 안전 보장 이사회
- 라트비아 국가 안전 보장 이사회
- 이란 최고국가안전보장이사회
- 사우디아라비아 국가안전보장이사회
- 이스라엘 국가안전보장부처장관위원회
- 이스라엘 국가안전보장이사회
- 팔레스타인 국가안전보장이사회
- 이라크 국가안전보장이사회
- 터키 국가안전보장이사회
- 대한민국 국가안전보장회의
- 미국 국가안전보장회의
- 영국 국가안전보장회의
- 연방안전보장평의회
- 일본 국가안전보장회의
- 중화민국 국가안전회의
- 몽골 국가안전보장이사회
- 미얀마 국가방위안전보장이사회
- 동티모르 국가안전보장이사회
- 타이 국가안전보장이사회
- 라오스 국가안전보장이사회
- 캄보디아 국가방위최고이사회
- 말레이시아 국가안전보장이사회
- 인도네시아 국가방위위원회
- 베트남 국가안녕국방이사회
- 싱가포르 국가안전보장이사회
- 필리핀 국가안전보장이사회
- 브루나이 국가안전보장이사회
- 인도 국가안전보장이사회
- 파키스탄 국가안전보장이사회
- 스리랑카 국가안전보장이사회
- 방글라데시 국가안전보장위원회
- 네팔 국가안전보장이사회
- 몰디브 국가안전보장이사회
- 부탄 국가안전보장이사회
- 아프가니스탄 국가안전보장이사회
- 아랍에미리트 국가안전보장이사회
- 쿠웨이트 국가안전보장이사회
- 예멘 국가방위이사회
- 레바논 국가안전보장이사회
- 요르단 국가안전보장이사회
- 시리아 국가안전보장이사회
- 바레인 국가안전보장이사회
- 오만 국가안전보장이사회
- 카타르 국가안전보장이사회
- 캐나다 국가안전보장보좌관실
- 멕시코 국가안전보장이사회
- 브라질 국가방위이사회
- 뉴질랜드 내각국가안전보장위원회
- 엘살바도르 국가안전보장이사회
- 니카라과 국가안전보장이사회
- 온두라스 국가안전보장이사회
- 우루과이 국가안전보장이사회
- 에콰도르 국가안전보장이사회
- 콜롬비아 국가안전보장이사회
- 베네수엘라 국가안전보장이사회
- 파라과이 국가안전보장이사회
- 칠레 국가안전보장이사회
- 볼리비아 국가안전보장이사회
- 쿠바 국가안전보장이사회
- 아르헨티나 국가안전보장이사회
- 루마니아 최고국가방위이사회
- 그리스 정부외교방위이사회
- 이탈리아 고등국방이사회
- 국가안전보장위원회 (아일랜드)
- 포르투갈 최고국가방위이사회
- 스페인 국가안전보장이사회
- 폴란드 국가안전보장이사회
- 프랑스 국가안전보장국방이사회
- 벨기에 국가안전보장이사회
- 불가리아 국가안전보장이사회
- 알바니아 국가안전보장이사회
- 키프로스 국가안전보장이사회
- 체코 국가안전보장이사회
- 슬로바키아 국가안전보장이사회
- 세르비아 국가안전보장이사회
- 크로아티아 국가안전보장이사회
- 슬로베니아 국가안전보장이사회
- 코소보 국가안전보장이사회
- 보스니아헤르체고비나 국가안전보장이사회
- 북마케도니아 국가안전보장이사회
- 몬테네그로 국가안전보장이사회
- 룩셈부르크 국가안전보장이사회
- 스위스 국가안전보장이사회
- 네덜란드 국가안전보장이사회
- 헝가리 국가안전보장이사회
- 오스트리아 국가안전보장이사회
- 몰타 국가안전보장이사회
- 이집트 국가안전보장이사회
- 이집트 국가방위이사회
- 알제리 고등안전보장이사회
- 튀니지 국가안전보장이사회
- 가나 국가안전보장이사회
- 오스트레일리아 국가안전보장위원회
- 뉴질랜드 내각국가안전보장위원회
- 피지 국가안전보장이사회
- 남아프리카공화국 국가안전보장이사회
- 콩고민주공화국 국가안전보장이사회
- 나이지리아 국가안전보장이사회
- 에리트레아 국가안전보장이사회
- 에티오피아 국가안전보장이사회
- 수단 국가안전보장이사회
- 남수단 국가안전보장이사회
- 모잠비크 국가안전보장이사회
- 짐바브웨 국가안전보장이사회
- 탄자니아 국가안전보장이사회
- 케냐 국가안전보장이사회
- 앙골라 국가안전보장이사회
- 콩고 국가안전보장이사회
- 트리니다드토바고 국가안전보장이사회
- 도미니카공화국 국가안전보장이사회
- 아이티 국가안전보장이사회
- 나우루 국가안전보장이사회
- 도미니카연방 국가안전보장이사회
- 부르키나파소 국가안전보장이사회
- 세인트루시아 국가안전보장이사회
- 통가 국가안전보장이사회
- 베냉 국가안전보장이사회
- 보츠와나 국가안전보장이사회
- 세인트빈센트그레나딘 국가안전보장이사회
- 바베이도스 국가안전보장이사회
- 가이아나 국가안전보장이사회
- 수리남 국가안전보장이사회
- 바누아투 국가안전보장이사회
- 마셜제도 국가안전보장이사회
- 바하마 국가안전보장이사회
- 자메이카 국가안전보장이사회
- 토고 국가안전보장이사회
- 세네갈 국가안전보장이사회
- 모로코 국가안전보장이사회
- 코트디부아르 국가안전보장이사회
- 서사하라 국가안전보장이사회
- 니제르 국가안전보장이사회
- 차드 국가안전보장이사회
- 키리바시 국가안전보장이사회
- 팔라우 국가안전보장이사회
- 리비아 국가안전보장이사회
- 우간다 국가안전보장이사회
- 상투메프린시페 국가안전보장이사회
- 기니비사우 국가안전보장이사회
- 카보베르데 국가안전보장이사회
- 덴마크 국가안전보장이사회
- 핀란드 정부외교정책위원회
- 노르웨이 국가안전보장이사회
- 스웨덴 국가안전보장이사회
- 아이슬란드 국가안전보장이사회
- 레소토 국가안전보장이사회
- 에스와티니 국가안전보장이사회
- 말리 국가안전보장이사회
- 남아프리카공화국 국가안전보장이사회
- 중앙아프리카공화국 국가안전보장이사회
- 세이셸 국가안전보장이사회
- 모리셔스 국가안전보장이사회
- 코모로 국가안전보장이사회
- 미크로네시아 국가안전보장이사회
- 앤티가바부다 국가안전보장이사회
- 감비아 국가안전보장이사회
- 잠비아 국가안전보장이사회
- 가봉 국가안전보장이사회
- 적도기니 국가안전보장이사회
- 기니 국가안전보장이사회
- 솔로몬제도 국가안전보장이사회
- 파푸아뉴기니 국가안전보장이사회
- 카메룬 국가안전보장이사회
- 르완다 국가안전보장이사회
- 과테말라 국가안전보장이사회
- 온두라스 국가안전보장이사회
- 아르헨티나 국가안전보장이사회
- 벨리즈 국가안전보장이사회
- 페루 국가안전보장이사회
- 말라위 국가안전보장이사회
- 부룬디 국가안전보장이사회
- 라이베리아 국가안전보장이사회
- 시에라리온 국가안전보장이사회
- 소말리아 국가안전보장이사회
- 말라위 국가안전보장이사회
- 코스타리카 국가안전보장이사회
- 마다가스카르 국가안전보장이사회